# Vėžaičiai
Vėžaičiai är en ort i Klaipėda län i västra Litauen. Enligt folkräkningen från 2011 har staden ett invånarantal på 1 461 personer.